# Cuzance
Cuzance – miejscowość i gmina we Francji, w regionie Oksytania, w departamencie Lot.
Według danych na rok 1990 gminę zamieszkiwało 375 osób a gęstość zaludnienia wynosiła 13 osób/km² (wśród 3020 gmin regionu Midi-Pireneje Cuzance plasuje się na 697. miejscu pod względem liczby ludności, natomiast pod względem powierzchni na miejscu 325.).